# Milton Resnick
Milton Resnick (Bratslav, 7 gennaio 1917 – New York, 12 marzo 2004) è stato un pittore ucraino naturalizzato statunitense, tra i primi esponenti dell'Espressionismo astratto.

## Biografia
Nacque a Bratslav in Ucraina. Nel 1922, con la famiglia, si trasferì negli Stati Uniti, dove, a Brooklyn, crebbe e frequentò la scuola pubblica. In età adolescenziale abbandonò la famiglia quando il padre gli proibì di fare l'artista..
Nel 1938 allestì il suo studio personale e si iscrisse alla American Artists' School, dove ebbe modo di conoscere artisti quali Ad Reinhardt e Willem ed Elaine de Kooning. La scuola gli forniva una stanza per dipingere e gli lasciava usare il materiale avanzato dalle lezioni serali. Per mantenersi agli studi, lavorò come fattorino
Per un breve periodo ottenne un lavoro presso il Federal Art Project, sezione Arti visive della Works Progress Administration, la maggiore agenzia del New Deal, e per buona parte degli anni quaranta fu arruolato nell'Esercito americano durante la Seconda guerra mondiale, servendo in Islanda ed Europa. Dopo il congedo, si trasferisce per tre anni a Parigi dove condusse una vita estremamente povera in una soffitta adibita a studio.
Nel 1948 torna a New York, frequenta la Hans Hofmann Art School e si stabilisce in uno studio vicino a quelli di de Kooning, Franz Kline e Jackson Pollock. Riprende i lavori artistici, ma per via della somiglianza di stile, venne presto bollato, suo malgrado, come un'ombra di de Kooning, e quindi, fino alla metà degli anni cinquanta, relegato nella categoria dell'Espressionismo astratto. Questa sua condizione di emarginato artistico peggiorò col fiorire delle nuove correnti del Minimalismo e del Pop.
Alla fine degli anni cinquanta, crebbe la sua ammirazione per l'arte di Cézanne e Monet, e il suo stile si espresse con lavori caratterizzati da molteplici strati sovrapposti dello stesso colore.
Nel 1961 sposa la pittrice Pat Passlof.
Passò gli ultimi anni di vita lavorando insieme con la moglie e alcuni allievi in uno studio-abitazione ricavato in una sinagoga abbandonata nella Lower East Side di New York.
Nel 2004, all'età di 87 anni, si tolse la vita nel suo studio di New York.